# Norris Turney
Norris Turney (Wilmington, 8 september 1921 - Kettering, 17 januari 2001) was een Amerikaanse jazz-fluitist en -saxofonist. Hij speelde altsaxofoon en tenorsaxofoon. 
Turney begon zijn carrière in het middenwesten van Amerika, waar hij speelde in zogenaamde territory bands zoals Jeter-Pillars Orchestra. In Chicago werkte hij bij Tiny Bradshaw. Daarna ging hij naar New York en speelde hij bij zanger Billy Eckstine (1945-1946). In de jaren vijftig werkte hij in lokale bands in Ohio. Hij ging op tournee met zanger Ray Charles (1967) en werd in 1969 aangenomen door bandleider Duke Ellington, in eerste instantie om eventueel in te vallen voor saxofonist Johnny Hodges. Hij was de eerste solo-fluitist in Ellingtons orkest, maar hij speelde er ook saxofoon.
Na zijn tijd bij Ellington speelde Turney onder meer bij de Savoy Sultans en de Newport All-Stars. Tussen 1975 en 1978 maakte hij verschillende plaatopnames.

## Discografie
- Big Sweet N'Blue, Mapleshade Records, 1993
- I Let a Song, Black & Blue, 2000